# Classe Royal Sovereign
A Classe Royal Sovereign foi a primeira classe de couraçados pré-dreadnought operada pela Marinha Real Britânica, composta pelo HMS Royal Sovereign, HMS Empress of India, HMS Hood, HMS Repulse, HMS Ramillies, HMS Resolution, HMS Revenge e HMS Royal Oak. Suas construções começaram entre 1889 e 1891, foram lançados ao mar em 1891 e 1892 e comissionados entre 1892 e 1894. A classe foi encomendada em resposta a um temor contra o Rússia e a percepção de que a frota seria insuficiente em caso de guerra contra a França. Foram projetados por William Henry White e seu projeto introduziu o padrão de couraçados que seria seguido pelos anos seguintes.
Os couraçados da Classe Royal Sovereign eram armados com uma bateria principal composta por quatro canhões de 343 milímetros instalados em duas barbetas abertas duplas. Tinham um comprimento de fora a fora de 125 metros, uma boca de quase 23 metros, um calado de oito metros e um deslocamento carregado de mais de quinze mil toneladas. Seus sistemas de propulsão eram compostos por oito caldeiras a carvão que alimentavam dois motores de tripla-expansão, que por sua vez giravam duas hélices até uma velocidade máxima de dezessete nós (31 quilômetros por hora). Os navios também tinham um cinturão principal de blindagem que ficava entre 356 a 457 milímetros de espessura.
Os navios tiveram em sua maior parte tranquilas, servindo na Frota Doméstica, Frota do Canal e Frota do Mediterrâneo. Três navios participaram em 1897 da Esquadra Internacional que interviu durante uma revolta em Creta. Foram considerados obsoletos no início da década de 1900 e colocados na reserva. Eles começaram a serem descartados na década de 1910, porém o Empress of India foi afundado como alvo de tiro em 1913. O Hood foi deliberadamente afundado como bloqueio submarino no início da Primeira Guerra Mundial, com apenas o Revenge servindo ativamente ao realizar bombardeiros litorâneos em Flandres. Foi tirado de serviço em 1915 e desmontado em 1919.

## Antecedentes
A pressão sob o governo britânico para modernizar e expandir a Marinha Real estava crescendo no final da década de 1880. Fraquezas foram reveladas por um temor de guerra contra a Rússia em 1885 por causa do Incidente de Panjdeh, o fracasso de uma frota de bloqueio de conter atacantes durante manobras em 1888 e avaliações mais realistas sobre o número de navios necessários em caso de guerra contra a França, bem como reportagens de jornalistas influentes como William Thomas Stead. O governo respondeu com o Ato de Defesa Naval de 1889, que concedeu 21,5 milhões de libras esterlinas para um enorme programa de expansão naval em que os oito navios do que se tornaria a Classe Royal Sovereign eram a peça central. A lei também formalizada o chamado de "padrão das duas potências", em que a Marinha Real deveria ser tão grande quanto as duas próximas maiores marinhas do mundo combinadas.
Trabalhos preliminares de projeto começaram em 1888 e o Conselho do Almirantado direcionou o engenheiro naval William Henry White, o Diretor de Construção Naval, a projetar uma versão melhorada e ampliada dos ironclads da Classe Trafalgar. Estes eram equipados com torres de artilharia, cujo grande peso exigia que tivessem uma borda livre baixa a fim de reduzir o peso superior. Entretanto, White argumentou por um projeto com borda livre alta a fim de melhorar a capacidade de combate e navegação das embarcações em mares bravios. Isto significava que o armamento só poderia ser montado em barbetas mais leves e menos protegidas. O conselho, após muitas discussões, concordou com a opinião de White e o projeto acabou ficando parecido com uma versão ampliada dos ironclads da Classe Admiral, porém um dos navios da Classe Royal Sovereign, o Hood, foi construído com torres de artilharia e baixa borda livre em deferência ao almirante sir Arthur Hood, o Primeiro Lorde do Mar, que defendia navios desse tipo. A Classe Royal Sovereign é considerada a primeira de couraçados do estilo posteriormente conhecido como pré-dreadnought.

## Projeto

### Características

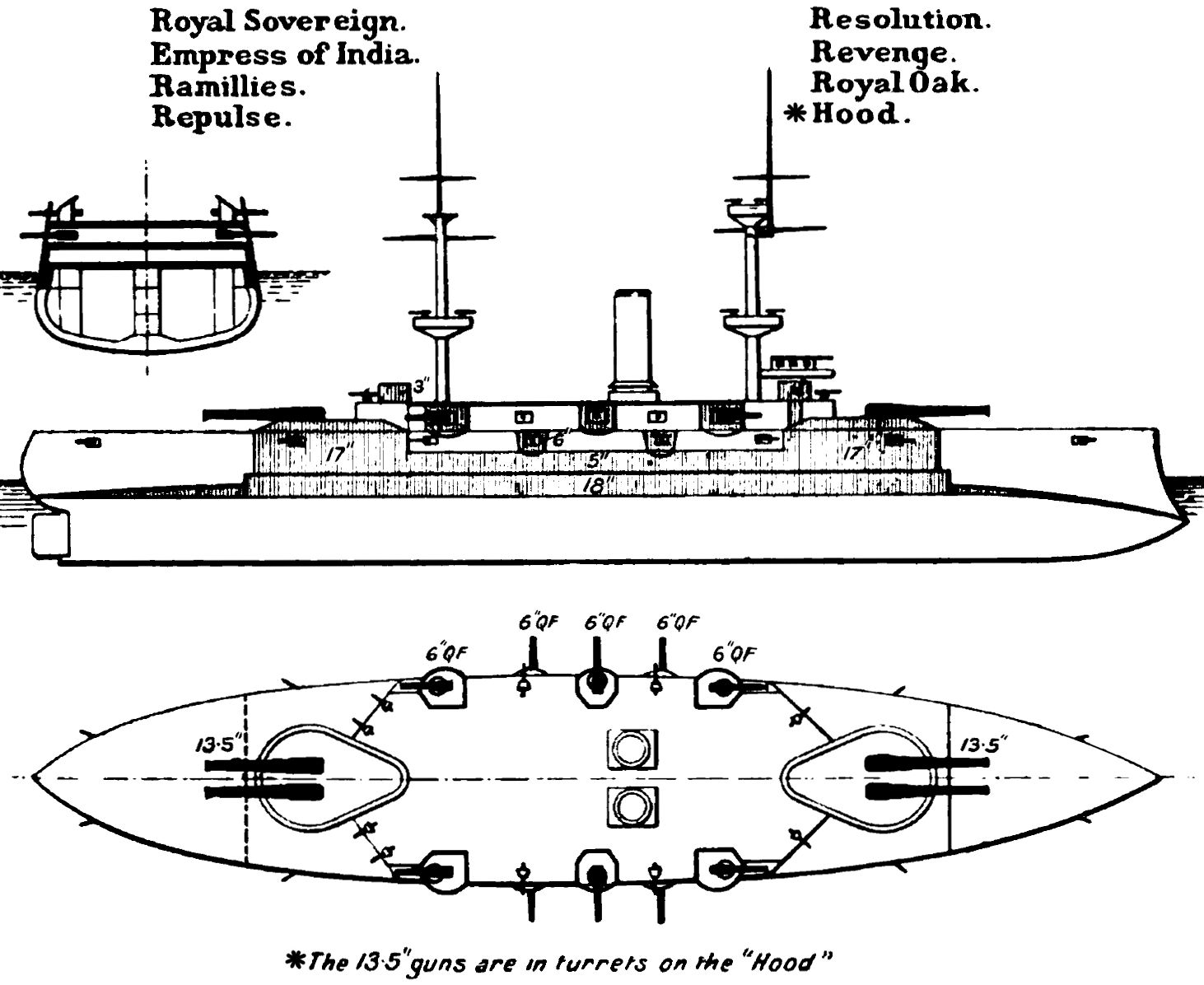
Desenho da Classe Royal Sovereign

Os navios da Classe Royal Sovereign tinham 115,8 metros de comprimento entre perpendiculares e 125,1 metros de comprimento de fora a fora, boca de 22,9 metros e calado de 8,4 metros. Tinham um deslocamento normal de 14 380 toneladas e um deslocamento carregado de 15 830 toneladas. Os navios armados com barbetas tinham uma borda livre de 5,9 metros alcançada pela adição de um convés a mais, o que melhorava seus desempenhos em mares bravios. Foram projetados com um casco que afinava-se significativamente com o objetivo de reduzir o peso superior. A borda livre do Hood era de apenas 3,4 metros, significando que ele era muito molhado e perdia velocidade à medida que as ondas cresciam. Foi o último navio britânico construído com torres de artilharia pesadas do estilo antigo, com todos os couraçados seguintes sendo de um projeto com borda livre alta e com seu armamento principal em barbetas, porém elas gradualmente passaram a ser chamadas também de "torres de artilharia" com a adoção de blindagem e abrigos giratórios.
Outro problema com o Hood era que a estabilidade se dá principalmente pela borda livre em ângulos de balanço elevados, assim ele precisou de uma maior altura metacêntrica (a distância vertical entre o metacentro e o centro de gravidade abaixo) de aproximadamente 1,2 metro em vez do 1,1 metro do resto da classe para que assim balançasse menos em mares bravios. Isto teve o efeito de reduzir seu período de balanço em sete por cento quando comparado com seus irmãos, o que por sua vez deixou sua artilharia menos precisa. White selecionou propositalmente uma altura metacêntrica mais alta a fim de minimizar o balanço e não achava que quilhas externas seriam necessárias. O Resolution enfrentou grandes balanços durante uma tempestade em dezembro de 1893, assim o Repulse foi equipado com quilhas externas durante sua equipagem e demonstrou suas eficácias durante seus testes marítimos.
Os sistemas de propulsão tinha dois motores verticais de tripla-expansão com três cilindros, cada um girando uma hélice, alimentados por oito caldeiras cilíndricas que operavam a uma pressão de 1 069 quilopascais (onze quilogramas-força por centímetro quadrado). Os motores foram projetados para produzir 9,1 mil cavalos-vapor (6,7 mil quilowatts) normalmente para uma velocidade máxima de dezesseis nós (trinta quilômetros por hora); forçando as caldeiras podiam produzir 11 150 cavalos-vapor (8,2 mil quilowatts) para 17,5 nós (32,4 quilômetros por hora). Os navios excederam esses valores; por exemplo, o Royal Sovereign alcançou 16,43 nós (30,43 quilômetros por hora) a partir de 9 797 cavalos-vapor (7 204 quilowatts) normalmente. Testes forçando as caldeiras as danificaram, porém o navio conseguiu alcançar dezoito nós (33 quilômetros por hora) com 13 545 cavalos-vapor (9 960 quilowatts). A Marinha Real decidiu não forças as caldeiras da classe além de 11,1 mil cavalos-vapor para evitar danos. Os couraçados podiam levar até 1 443 toneladas de carvão, o que proporcionava uma autonomia de 4 720 milhas náuticas (8 740 quilômetros) a uma velocidade de dez nós (dezenove quilômetros por hora).

### Armamento

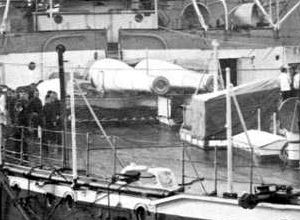
A barbeta de ré do Empress of India

O Conselho do Almirantado preferia a adoção de novos e mais poderosos canhões de 305 milímetros, mas estes ainda estavam em desenvolvimento, assim as mesmas armas calibre 32 de 343 milímetros da Classe Trafalgar foram escolhidas. A Classe Royal Sovereign era armada com quatro canhões montados em duas barbetas duplas em formato de pêssego ou em duas torres circulares, uma à vante e uma à ré da superestrutura. As barbetas eram abertas, sem coberturas ou escudos, com os canhões ficando totalmente expostos. Os guindastes de munição no alto das barbetas e os canhões precisavam voltar para uma posição à vante ou ré a fim de serem recarregados. Disparavam projéteis de 570 quilogramas e supostamente podiam penetrar 711 milímetros de ferro forjado a 910 metros de distância com uma carga de 290 quilogramas de pólvora marrom. A uma elevação máxima de 13,5 graus, tinham um alcance de 10,9 quilômetros com pólvora marrom, mas esta depois foi substituída por uma carga de 85 quilogramas de cordite, o que aumentou o alcance para 11,5 quilômetros. Cada navio tinha um carregamento de oitenta projéteis para cada canhão.
O armamento secundário tinha dez canhões calibre 40 de 152 milímetros, que era uma melhora significativa em relação aos seis canhões calibre 40 de 120 milímetros da Classe Trafalgar. Essas armas tinham a intenção de destruir as partes desprotegidas da superestrutura do navio inimigo e ficavam espaçadas em dois conveses para que um único acerto não pudesse incapacitar mais de uma. Quatro armas ficavam no convés principal e só podiam ser usadas em climas calmos porque ficavam muito próximas da linha de flutuação, enquanto as armas restantes ficavam no convés superior. Cada canhão pesava aproximadamente quinhentas toneladas e tinha um carregamento de duzentos projéteis, sendo estas uma das razões pelo grande aumento de deslocamento em relação à embarcações anteriores. Disparavam projéteis de 45 quilogramas a uma distância de 10,4 quilômetros na elevação máxima de vinte graus. Dezesseis canhões de 57 milímetros de um tipo desconhecido e doze canhões Hotchkiss de 47 milímetros foram equipados para defesa contra barcos torpedeiros, porém o Hood só recebeu as armas de 57 milímetros. Os couraçados da classe também foram armados com sete tubos de torpedo de 356 milímetros, dois submersos e quatro acima da linha de flutuação em cada lateral, mais um na popa também acima da linha de flutuação.

### Blindagem
O esquema de blindagem era similar ao da Classe Trafalgar, pois o cinturão na linha de flutuação feito de blindagem composta protegia apenas a área entre as barbetas. O cinturão tinha entre 356 e 457 milímetros de espessura, 76,2 metros de comprimento e uma altura total de 2,6 metros, dos quais 1,5 metros ficavam abaixo da linha de flutuação. A antepara transversal de vante tinha 406 milímetros e a de ré 356 milímetros. Acima do cinturão estava uma camada de 102 milímetros de blindagem, atrás do qual ficavam os depósitos de carvão que terminavam em anteparas obliquas de 76 milímetros que se conectavam às laterais superiores das barbetas. As placas da blindagem superior eram feitas de blindagem Harvey apenas no Royal Sovereign, enquanto nos navios restantes eram feitas de aço-níquel, porém as placas do Hood tinham 111 milímetros de espessura.
As barbetas e torres de artilharia eram protegidas por blindagem composta cujas espessuras ficavam entre 406 e 432 milímetros, enquanto as casamatas no convés principal tinham 152 milímetros. Os guindastes de munição para as armas secundárias do convés principal tinham 51 milímetros, enquanto aqueles para o convés superior tinham 102 milímetros. O convés blindado abaixo da linha de flutuação tinha 76 milímetros à meia-nau, reduzindo-se para 64 milímetros em direção das extremidades da embarcação; a extremidade de vante se curvava para baixo com o objetivo de reforçar o rostro. As paredes da torre de comando de vante tinha entre 305 e 356 milímetros, já o tubo de comunicação que descia até o convés blindado tinha espessura de 203 milímetros. A torre de comando de ré tinha placas de 76 milímetros, assim como seu tubo de comunicação. Os escudos que protegiam as armas secundárias no convés superior foram substituídos entre 1902 e 1904 por casamatas blindadas, exceto no Hood, cuja falta de estabilidade impediu a adição.

### Modificações
Quilhas externas foram instaladas entre 1894 e 1895 em todos os navios que careciam delas. Os canhões de 47 milímetros nas gáveas superiores foram removidos dos navios entre 1899 e 1900, assim como escudos das armas nas gáveas inferiores, exceto no Empress of India, que manteve os seus até 1903 e 1904. Os tubos de torpedo acima da linha de flutuação foram removidos de todas as embarcações entre 1902 e 1905, enquanto casamatas blindadas para as armas secundárias no convés superior foram construídas entre 1902 e 1904. Equipamentos de controle de disparo e telêmetros foram instalados entre 1905 e 1908, já todas as armas menores do convés principal e gáveas foram removidas até 1909. A ponte de comando de ré foi removida em 1910, exceto no Revenge. Os canhões principais de todos os couraçados foram realinhados em 1912 para 254 milímetros para testes, retornando para o tamanho original em outubro. O Revenge foi modificado no início da Primeira Guerra Mundial para poder realizar deveres de bombardeio litorâneo , com suas armas sendo realinhadas para 305 milímetros a fim de aumentar seu alcance. Protuberâncias antitorpedo foram instaladas no navio no ano seguinte.

## Navios
| Navio            | Construtor                   | Batimento               | Lançamento              | Finalização            | Destino                           |
| ---------------- | ---------------------------- | ----------------------- | ----------------------- | ---------------------- | --------------------------------- |
| Royal Sovereign  | Estaleiro Real de Portsmouth | 30 de setembro de 1889  | 26 de fevereiro de 1891 | maio de 1892           | Desmontado em 1913                |
| Empress of India | Estaleiro Real de Pembroke   | 9 de julho de 1889      | 7 de maio de 1891       | 11 de setembro de 1893 | Afundado em 4 de novembro de 1913 |
| Hood             | Estaleiro Real de Chatham    | 12 de agosto de 1889    | 30 de julho de 1891     | maio de 1893           | Afundado em 4 de novembro de 1914 |
| Repulse          | Estaleiro Real de Pembroke   | 1º de janeiro de 1890   | 27 de fevereiro de 1892 | 25 de maio de 1894     | Desmontado em 1911                |
| Ramillies        | J & G Thomson                | 11 de agosto de 1890    | 1º de março de 1892     | 17 de outubro de 1893  | Desmontado em 1913                |
| Resolution       | Palmers Shipbuilding         | 14 de junho de 1890     | 28 de maio de 1892      | 5 de dezembro de 1893  | Desmontado em 1914                |
| Revenge          | Palmers Shipbuilding         | 12 de fevereiro de 1891 | 3 de novembro de 1892   | 22 de março de 1894    | Desmontado em 1919                |
| Royal Oak        | Laird Brothers               | 29 de maio de 1890      | 5 de novembro de 1892   | 12 de junho de 1894    | Desmontado em 1914                |

## Carreiras

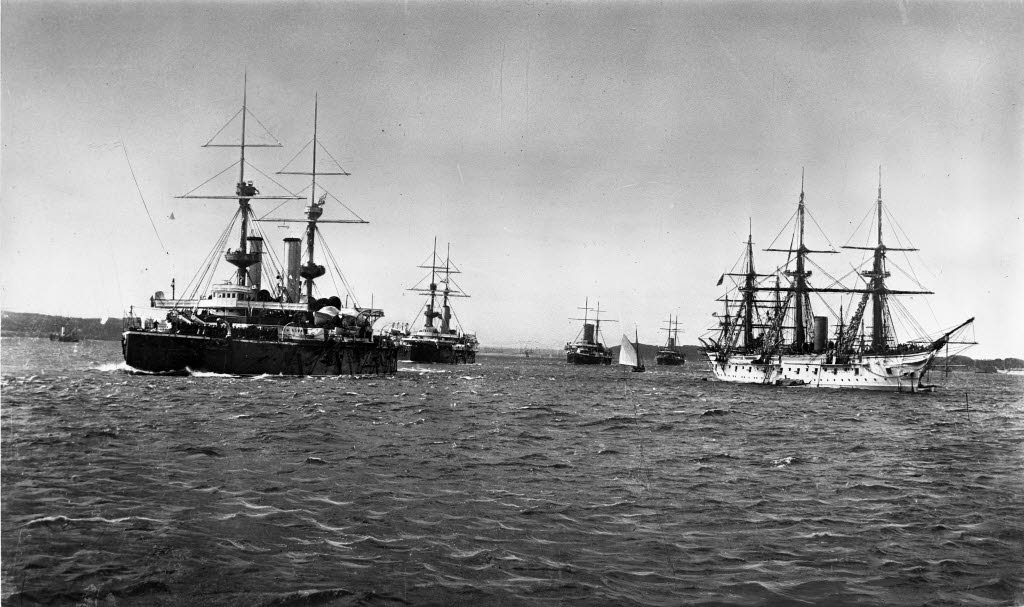
O Royal Sovereign, Empress of India, Repulse e Resolution junto com a corveta alemã na Alemanha em junho de 1895 durante a Semana de Kiel

O Royal Sovereign, Empress of India, Repulse e Resolution foram designados para a Frota do Canal, com o primeiro como capitânia da frota e o último como capitânia do segundo em comando. O Revenge e o Royal Oak foram designados em 1896 para a Esquadra Voadora quando tensões com a Alemanha cresceram depois de um ataque na África do Sul, com o primeiro como capitânia. O Ramillies foi feito a capitânia da Frota do Mediterrâneo, tendo a companhia do Hood. os navios da Frota do Canal participaram em 1897 da revista de frota em celebração do jubileu de diamante da rainha Vitória. O Royal Sovereign e o Empress of India foram transferidos para o Mar Mediterrâneo em seguida, com este último juntando-se ao Ramillies e Hood na Esquadra Internacional, uma força multinacional que interveio entre 1897 e 1898 em uma revolta grega em Creta contra o Império Otomano.
Todos os navios no Mediterrâneo, exceto o Hood, começaram a voltar para casa a partir de 1900 e serviram como navios de guarda até serem reformados entre 1902 e 1903. O Empress of India foi o primeiro a ser reformado e o único presente em 1902 na revista de frota em celebração da coroação do rei Eduardo VII. Foi a capitânia do segundo em comando da Frota Doméstica até ser substituído pelo Royal Oak em 1904. O Revenge foi a capitânia da Frota Doméstica até 1905. A maioria dos navios da classe foram colocados na reserva assim que suas reformas terminaram, mas geralmente participavam das manobras anuais da frota.
O Resolution foi o primeiro couraçado da classe a ser colocado na reserva, em junho de 1904, sendo seguido em 1905 pelo Royal Sovereign, Ramillies, Repulse, Revenge, Royal Oak e Empress of India. Este último colidiu acidentalmente com o submarino HMS A10 no ano seguinte. Todas as embarcações foram tiradas de serviço e descomissionadas entre 1909 e 1912, exceto o Revenge, com o Empress of India sendo afundado como alvo de tiro em novembro de 1913. Antes disso o Respulse tinha sido enviado desmontagem em julho de 1911, sendo seguido pelo Royal Sovereign e Ramillies em outubro de 1913, o Royal Oak em janeiro de 1914 e o Resolution em abril do mesmo ano.
O Hood passou a maior parte da sua carreira ativa no Mediterrâneo, onde sua baixa borda livre não era um problema tão sério. Foi brevemente colocado na reserva em 1900 e depois se tornou um navio de guarda no ano seguinte. Voltou ao Mediterrâneo no final de 1901, mas permaneceu na região por apenas um ano antes de voltar para casa para uma reforma. Foi designado para a Frota Doméstica ao final desta em 1903 e foi colocado na reserva no início de 1905. O Hood foi usado no desenvolvimento de protuberâncias antitorpedo de 1911 a 1913 e foi deliberadamente afundado em novembro de 1914 para atuar como bloqueio submarino na entrada do porto de Portland.
O Revenge foi recomissionado em 1906 como um navio-escola de artilharia até ser descomissionado em 1913. Foi recomissionado no ano seguinte com o início da Primeira Guerra Mundial para realizar bombardeios litorâneos no litoral de Flandres como parte da Patrulha de Dover, durante os quais foi atingido quatro vezes, mas não foi seriamente danificado. Protuberâncias antitorpedo foram instaladas no início de 1915, o primeiro navio a recebê-las operacionalmente. Mais tarde no mesmo ano foi renomeado para Redoubtable a fim de liberar o nome para o novo dreadnought HMS Revenge, sendo transformado em um alojamento flutuante. Foi enviado para desmontagem em novembro de 1919.